# Groß-Siegharts
Groß-Siegharts is een gemeente in de Oostenrijkse deelstaat Neder-Oostenrijk, gelegen in het district Waidhofen an der Thaya (WT). De gemeente heeft ongeveer 3100 inwoners.

## Geografie
Groß-Siegharts heeft een oppervlakte van 44,27 km². Het ligt in het noordoosten van het land, ten noordwesten van de hoofdstad Wenen.

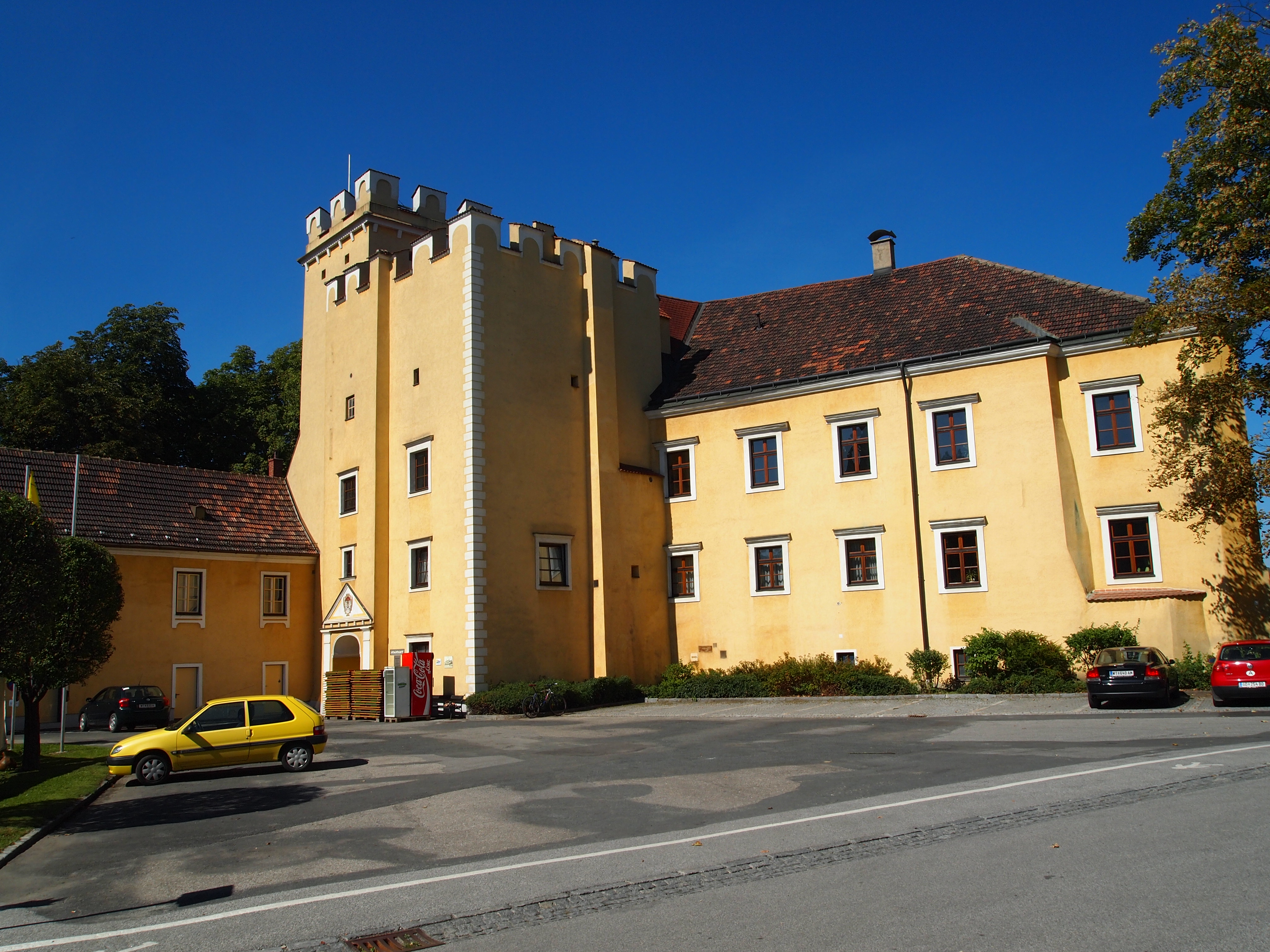
Slot

Dietmanns · Dobersberg · Gastern · Groß-Siegharts · Karlstein an der Thaya · Kautzen · Ludweis-Aigen · Pfaffenschlag bei Waidhofen · Raabs an der Thaya · Thaya · Vitis · Waidhofen an der Thaya · Waidhofen an der Thaya-Land · Waldkirchen an der Thaya · Windigsteig
- Gemeinsame Normdatei: 4275833-6
- Library of Congress Control Number: nr94029171
- Nationale Bibliotheek van Tsjechië: ge1036492
- Nationale Bibliotheek van Israël: 987007540324105171
- Virtual International Authority File: 139994652
- WorldCat: E39PBJhX9yrQyCVK7RGvf3qCwC